# Pietro Castelli
Pietro Castelli, auch Petrus Castellus, (* 1574, nach anderen Angaben um 1570 oder um 1575, in Rom; † 1662 (oder 1656 oder 1661) in Messina) war ein italienischer Mediziner und Botaniker.
Castelli studierte bei dem Botaniker Andrea Cesalpino (1519–1603). Er war von 1597 bis 1634 Professor in Rom. Danach ging er nach Messina, wo er 1635 den Botanischen Garten gründete. 1678 wurde die Anlage von der spanischen Besatzung zerstört. 

## Werke
- Hortus Messanensis. 1640.